# Dallas Liu

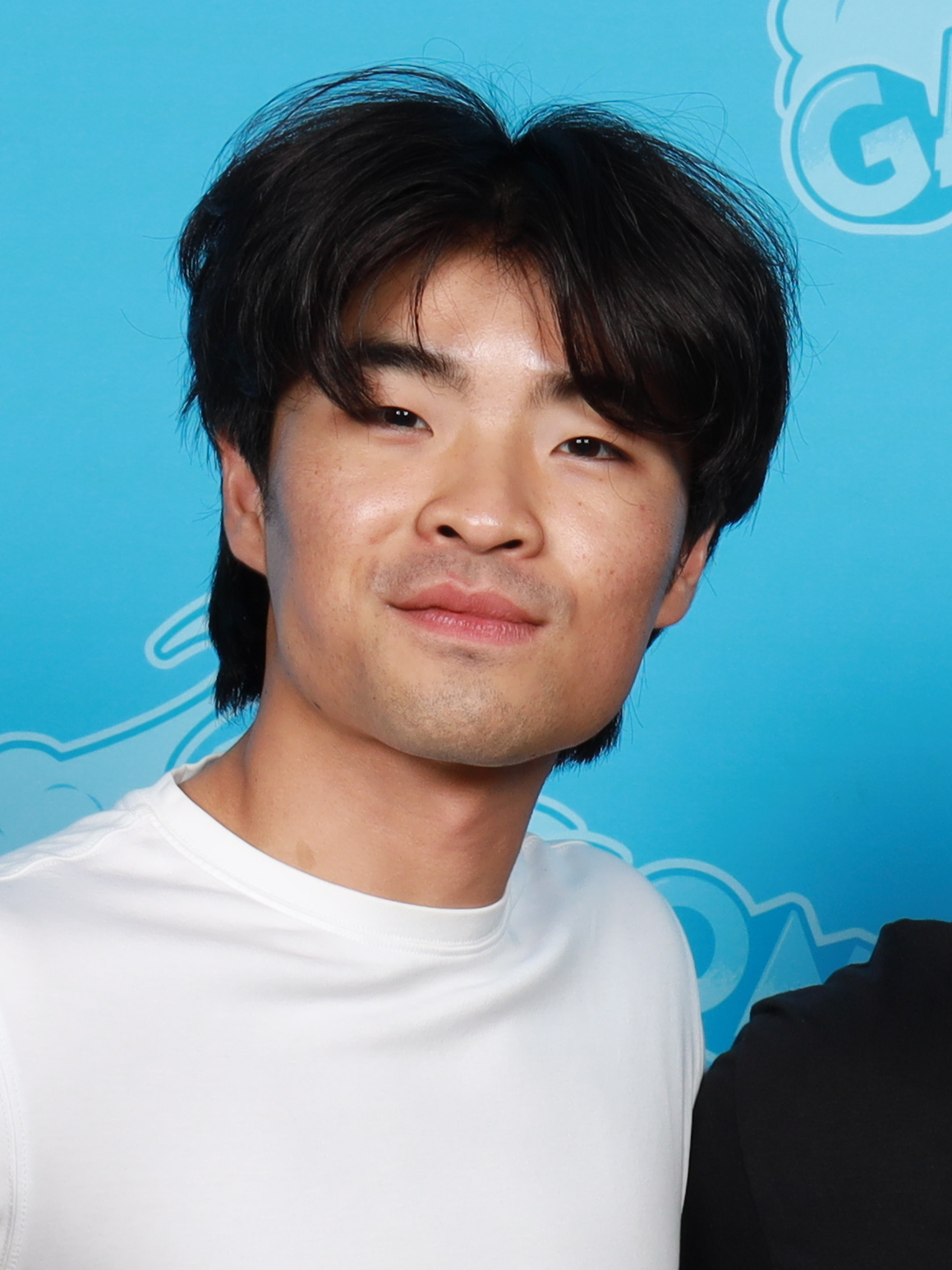
Dallas Liu

Dallas James Liu (* 21. August 2001 in Los Angeles, Kalifornien) ist ein US-amerikanischer Schauspieler.

## Leben und Karriere
Dallas Liu wurde in Los Angeles geboren und wuchs zusammen mit seinem Bruder im San Gabriel Valley auf. Er hat chinesisch-indonesische Wurzeln. Im Alter von fünf Jahren fing er mit Karate an, eine Sportart, die er die nächsten acht Jahre auch auf internationaler Bühne betrieb. Während seiner Schulzeit fing er als Siebtklässler professionell mit dem Schauspielen an und betrieb zudem die Sportart Baseball.
Seine Kampfkünste waren es auch, die ihm 2010 seinen ersten Auftritt vor der Kamera einbrachten, nachdem er für den Film Tekken in der von Jon Foo dargestellten Rolle des Jin Kazama im Kindesalter besetzt wurde. Ein ehemaliger Kampfsporttrainer mit Verbindungen zur Film- und Fernsehindustrie, legte ihm nahe, am Casting für den Films teilzunehmen, wodurch er ohne vorherige Schauspielerfahrung die Rolle erhielt. Nach seinem Auftritt in Tekken folgten zunächst einige Gastrollen in Fernsehserien, darunter Enormous, Bones – Die Knochenjägerin und CSI: Cyber. 2016 wurde er in Comedyserie Legendary Dudas als Carter in einer Nebenrolle besetzt, die allerdings nach nur sechs Episoden eingestellt wurde.
2018 stellte Liu in der Serie Wer war …? – Die Serie des Streaminganbieters Netflix, die junge Schauspieler in Vorbereitung der Darstellung historischer Personen zeigt, den Schauspieler und Martial-Arts-Kämpfer Bruce Lee dar. 2019 trat er in zwei Episoden der Serie Nick für ungut auf und wurde anschließend in der Comedyserie PEN15 als Shuji Ishii-Peters in einer der Hauptrollen besetzt. 2020 folgte eine wiederkehrende Rolle in der Serie Players. 2021 übernahm Liu als Ruihua eine kleine Rolle als Bruders der von Awkwafina dargestellten Katy in der Marvel-Comicverfilmung Shang-Chi and the Legend of the Ten Rings. Im August 2021 gab Netflix bekannt, dass er für die Realfilm-Serienadaption der Zeichentrickserie Avatar – Der Herr der Elemente die Rolle des Prinzen Zuko übernehmen wird.

## Filmografie (Auswahl)
- 2010: Tekken
- 2014: Enormous (Fernsehserie, Episode 1x01)
- 2014: Bones – Die Knochenjägerin (Bones, Fernsehserie, Episode 10x09)
- 2015: Underdog Kids
- 2016: CSI: Cyber (Fernsehserie, Episode 2x18)
- 2016: Legendary Dudas (Fernsehserie, 6 Episoden)
- 2018: Wer war …? – Die Serie (The Who Was? Show, Miniserie, 4 Episoden)
- 2019: Nick für ungut (No Good Nick, Fernsehserie, 2 Episoden)
- 2020: Players (Fernsehserie, 8 Episoden)
- 2020–2021: PEN15 (Fernsehserie)
- 2021: Shang-Chi and the Legend of the Ten Rings
- 2024: Avatar – Der Herr der Elemente (Avatar: The Last Airbender, Fernsehserie, 8 Episoden)